# The Karate Kid (2010)
The Karate Kid (bra: Karatê Kid; prt: Karate Kid) é um filme de 2010, dos gêneros ação e drama, dirigido por Harald Zwart e produzido por Will e Jada Pinkett Smith. É uma coprodução dos Estados Unidos, China e Hong Kong.
Com um orçamento de 40 milhões de dólares, foi lançado em 11 de junho de 2010 nos Estados Unidos, em 27 de agosto de 2010 no Brasil e em 2 de setembro de 2010 em Portugal.
O filme serviu originalmente como um remake solto do filme original ambientado em uma continuidade diferente e seguindo uma narrativa similar, mas com o cenário movido para a China, e a arte marcial mudou (apesar do título do filme) de caratê para kung fu. O anúncio do sexto filme, Karate Kid: Legends (2025), com Chan e a estrela original Ralph Macchio reprisando seus papéis, resultou em um retcon do filme, colocando-o no mesmo universo ficcional dos filmes originais.

## Sinopse
Dre Parker (Jaden Smith) é um garoto de 12 anos que poderia ser o mais popular da cidade de Detroit, Estados Unidos, mas a carreira de sua mãe acaba os levando para a cidade de Pequim, na China.
No novo país, Dre se apaixona pela sua colega de classe Mei Ying, que torna-se sua amiga, mas as diferenças culturais tornam essa amizade impossível. Pior ainda, os sentimentos de Dre fazem com que o aluno mais brigão da sala e prodígio do Kung Fu, Cheng, torne-se seu inimigo, fazendo com que Dre sofra bullying nas mãos dos amigos de Cheng, sem poder reagir. Sem amigos na nova cidade, Dre não tem a quem recorrer exceto ao zelador do seu prédio Mr. Han (Jackie Chan), que é secretamente um mestre do Kung Fu.
À medida em que Han ensina a Dre que o Kung Fu é muito mais que socos e habilidade, mas sim maturidade e calma, Dre percebe que encarar os brigões da turma será a aventura de uma vida.

## Sequência
Pouco depois do lançamento do filme, uma sequência foi anunciada em desenvolvimento, com Smith, Chan e Henson reprisando seus papéis. Breck Eisner foi inicialmente definido para dirigir, mas em junho de 2014, o filme ganhou novos escritores e perdeu Eisner como diretor. Em abril de 2017, Eisner retornou como diretor, mas em outubro, Chan afirmou que o roteiro inicial do filme não funcionou bem.
Em agosto de 2023, foi relatado que Chan reprisaria seu papel em Karate Kid: Legends. Em novembro do mesmo ano, Chan se juntou oficialmente ao elenco ao lado de Ralph Macchio em seus respectivos papéis como Sr. Han e Daniel LaRusso. O estúdio anunciou uma chamada de elenco aberta mundial para um ator estrelar como a iteração do filme do personagem titular. Jonathan Entwistle dirigiu o filme com um roteiro escrito por Rob Lieber, onde o enredo envolve um adolescente da China se mudando para a costa leste e começando a estudar artes marciais. Karen Rosenfelt produzirá o filme, com a fotografia principal começando em abril de 2024. Originalmente programado para ser lançado em 7 de junho de 2024, o filme foi adiado para 13 de dezembro de 2024, em parte como resultado das greves de roteiristas e atores de 2023. Foi adiado novamente para 30 de maio de 2025 para não entrar em conflito com a sexta e última temporada de Cobra Kai, uma sequência dos filmes originais.

## Elenco
- Jaden Smith como Dre Parker
- Jackie Chan como Sr. Han
- Taraji P. Henson como Sherry Parker
- Zhenwei Wang como Cheng
- Yu Rongguang como Master Li
- Wenwen Han como Mei Ying
- Ming Xu como Bao
- Ji Wang como Sra. Po
- Shijia Lü como Liang
- Yi Zhao como Zhuang
- Tess Liu como Professor de História
- Harry Van Gorkum como Instrutor de música
- Luke Carberry como Harry
- Michelle Yeoh como Mulher com uma cobra (não creditada)

## Música
A música oficial do filme é "Never Say Never". Ela foi escrita por Adam Messinger e produzida pelos The Messengers. Foi cantada por Justin Bieber e Jaden Smith. O videoclipe foi divulgado em 31 de maio de 2010.
"Remember the Name", do Fort Minor, foi utilizada no trailer para promover o filme. "Hip Song", cantado por Rain, foi utilizada para promover os países da Ásia e apareceu no trailer do filme. O videoclipe foi divulgado em 22 de maio de 2010.
|                                                                     |  |  |
| Detroit e Pequim, as cidades que servem de locação para a história. |  |  |

## Trilha sonora
A trilha sonora do filme foi lançada em junho de 2010 pela gravadora Madison Gate Records. O álbum possui canções famosas como Back in Black, Poker Face, Higher Ground e Low.

### Faixas
1. Karate Kid (The Meadow) - Homario Suby
2. Do You Remember - Jay Sean feat. Sean Paul & Lil' Jon
3. Say - John Mayer
4. The Tribute (DJ Zeph Remix) - Colossus feat. Capitol A
5. Here I Come - The Roots feat. Malik Abdul-Basit & Dice Raw
6. Minerva Quartets - Camilla Kjøll, Lina Marie Årnes, Lise Sørensen e Tiril Dørum Bengtsson
7. Baby I'm Back - Baby Bash feat. Akon
8. Nocturne for Piano N.º 20 in C Sharp Minor - Alyssa Park
9. Dirty Harry (Schtung Chinese New Year Remix) - Gorillaz
10. Bang Bang - K'naan feat. Adam Levine
11. Low - Flo Rida
12. Poker Face - Lady Gaga
13. Flight of the Bumblebee - Balazs Szokolay
14. Back in Black - AC/DC
15. Higher Ground - Red Hot Chili Peppers
16. Never Say Never - Justin Bieber feat. Jaden Smith
17. Final Contest - Homario Suby

## Recepção

### Bilheteria
Estreou em primeiro lugar nas bilheterias americanas, arrecadando 56 milhões de dólares em seus primeiros três dias.

### Críticas
The Karate Kid recebeu críticas geralmente positivas, obtendo uma média de 67% de aprovação no Rotten Tomatoes, que se baseou em 183 críticas recolhidas. Por comparação, o Metacritic calculou uma média de 61/100, através de 37 críticas.

### Prêmios e indicações
People's Choice Awards 2011
- Melhor Filme para Família (indicado)
- Melhor Dupla (Jaden Smith & Jackie Chan) (indicado)
- Melhor Ator em Filme de Ação (Jackie Chan) (venceu)

Nickelodeon Kids' Choice Awards 2011
- Filme Favorito (venceu)
- Chutador de Bundas Favorito (Jackie Chan) (venceu)
- Ator de Cinema Favorito (Jaden Smith) (indicado)

MTV Video Music Awards Japan 2011
- Melhor Canção Original ("Never Say Never" de Justin Bieber com participação de Jaden Smith) (indicado)

MTV Movie Awards 2011
- Ator Mais Foda (Jaden Smith) (indicado)

Young Artist Awards 2011
- Melhor Jovem Ator em Cinema (Jaden Smith) (venceu)

Teen Choice Awards 2010
- Melhor Filme do Verão (indicado)